# Order Orła Meksykańskiego
Order Cesarski Orła Meksykańskiego (hisz. Orden Imperial del Águila Mexicana) – najwyższe odznaczenie II Cesarstwa Meksykańskiego, ustanowione w 1865, a zniesione 1867 roku.

## Historia
Order został ustanowiony 1 stycznia 1865 przez Cesarza Meksyku Maksymiliana I Habsburga, jako nagroda za niezwykłe zasługi dla państwa i władcy – za wybitną służbę cywilną lub wojskową oraz znamienite osiągnięcia w dziedziniach nauki i sztuki. Został on podzielony na sześć klas:
- I klasa – Krzyż Wielki na Łańcuchu (Gran Cruz con Collar), limitowany do 12 osób odznaczonych, zarezerwowany dla koronowanych głów państw, odznaka noszona na łańcuchu orderowym wieszanym na ramionach,
- II klasa – Krzyż Wielki (Gran Cruz), limitowany do 25 osób, odznaka na wielkiej wstędze i gwiazda orderowa,
- III klasa – Wielki Oficer (Gran Oficial), limitowany do 50 osób, odznaka na wstędze na szyi i gwiazda,
- IV klasa – Komandor (Comendador), limitowany do 100 osób, odznaka na wstędze na szyi,
- V klasa – Oficer (Oficial), limitowany do 200 osób, odznaka na wstążce z rozetką, wieszana na lewej piersi,
- VI klasa – Kawaler (Caballero), nielimitowany, odznaka na wstążce bez rozetki, wieszana na lewej piersi[3][4][5].

Po egzekucji cesarza Maksymiliana i przejęciu pełni władzy w Meksyku przez zwolenników republiki i prezydenta Benito Juáreza w 1867 roku, wszystkie trzy cesarskie ordery (Order Orła Meksykańskiego, Order Guadalupe i Order Św. Karola) zostały zniesione.

## Insygnia
| Insygnia Orderu Orła Meksykańskiego |              |
|                                     |              |
| Krzyż Wielki na Łańcuchu            | Krzyż Wielki |
|                                     |              |
| Gwiazda                             | Komandor     |
|                                     |              |
| Oficer                              | Kawaler      |

## Odznaczeni

### Krzyż Wielki na Łańcuchu
w 1865

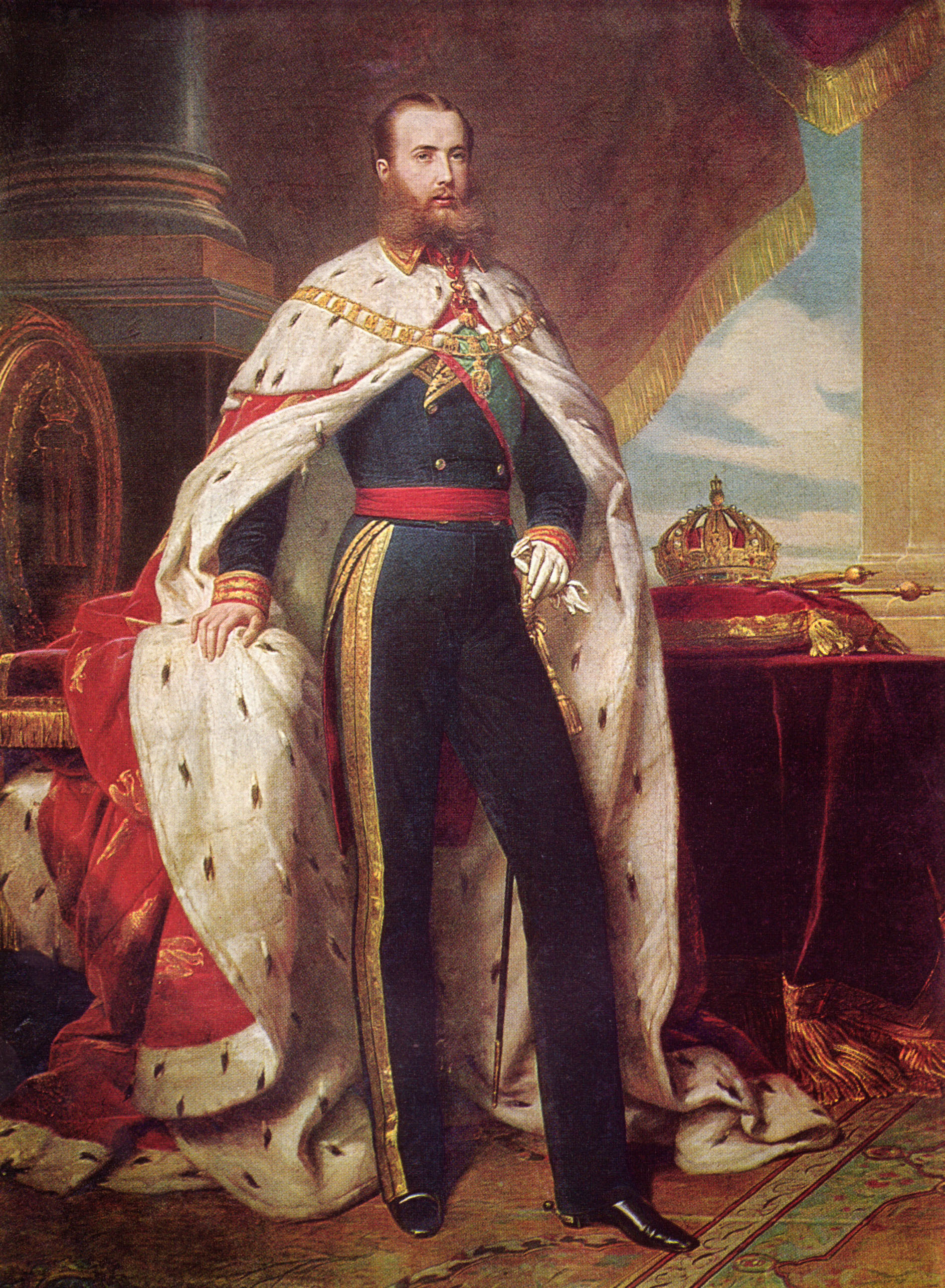
Maksymilian I Habsburg w stroju koronacyjnym, z łańcuchem i wielką wstęgą orderu

- Maksymilian I Habsburg, cesarz Meksyku (pierwszy i jedyny Wielki Mistrz orderu)
- Napoleon III Bonaparte, cesarz Francji
- Franciszek Józef I Habsburg, cesarz Austrii
- Aleksander II Romanow, cesarz Rosji
- Piotr II Braganza, cesarz Brazylii
- Leopold I Koburg, król Belgii
- Wiktor Emanuel II Sabaudzki, król Włoch
- Karol XV Bernadotte, król Szwecji i Norwegii
- Abdülaziz Osman, cesarz Turcji
- Wilhelm I Hohenzollern, król Prus
- Chrystian IX Glücksburg, król Danii
- Wilhelm III Holenderski, król Holandii
- Ludwik I Bragança, król Portugalii
- Ludwik II Wittelsbach, król Bawarii
- Leopold II Koburg, król Belgii

### Krzyż Wielki
w 1865
- Juan Almonte, meksykański generał-major
- François Achille Bazaine, francuski marszałek
- Tomás Mejía Camacho, meksykański generał dywizji
- Napoleon Eugeniusz Bonaparte, francuski książę
- Rudolf Habsburg-Lotaryński, austriacki książę
- Jayme Antonelli, watykański sekretarz, kardynał
- Keçecizade Mehmed Fuad Pasza, turecki wezyr
- Alexander von Mensdorff-Pouilly, austriacki premier
- Gaston Orleański, brazylijski marszałek
- Mehmed Emin Ali Pasza, turecki wezyr
- Ludwik I Wittelsbach, b. bawarski król
- Isma’il Pasza, egipski wicekról
- Elie Frédéric Forey, francuski marszałek